# 荻野目かおる
荻野目 かおる（おぎのめ かおる）は、日本の漫画家。主に女性向けの作品を執筆している。

## 来歴
2010年にとれいん誌でG線上のマリアを連載開始。現在は主にハーレクインシリーズの作品を手がける。 

## 作品リスト
- G線上のマリア
- シークの妻に望まれて ISBN 9784596655790
- 罪色のウエディングドレス ISBN 9784596361028
- 不死鳥の翼 ISBN 9784596660022
- 退職願は恋のはじまり／誘惑ゲームの最終章 ISBN 9784596893710
- 永田町小町バトル（原作：西條奈加）